# Музей современного искусства Валь-де-Марна
Музей современного искусства Валь-де-Марна (фр. Musée d’Art Contemporain du Val-de-Marne) — музей современного искусства, расположенный на площади Независимости города Витри-сюр-Сен в департаменте Валь-де-Марн, недалеко от Парижа. Музей был открыт в 2005 году, его коллекция включает более тысячи произведений искусства, созданных с 1950-х годов и до наших дней французскими художниками и скульпторами. Здание музея, созданное по проекту архитектора Жака Рипо, занимает площадь 13 000 м². В музее находится кинозал на 150 мест.